# Deutsche Fechtmeisterschaften 1974
Bei den Deutschen Fechtmeisterschaften 1974 wurden Einzel- und Mannschaftswettbewerbe in den Disziplinen Herrendegen, Herrensäbel und Herrenflorett ausgetragen. Bei den Damen wurde nur Florett gefochten. Die Meisterschaften wurden vom Deutschen Fechter-Bund organisiert.

## Herren

### Florett (Einzel)
| Platz | Sportler      | Verein                |
| ----- | ------------- | --------------------- |
| 1     | Jürgen Hehn   | FC Tauberbischofsheim |
| 2     | Matthias Behr | FC Tauberbischofsheim |
| 3     | Thomas Bach   | FC Tauberbischofsheim |

### Florett (Mannschaft)
| Platz | Verein                  | Sportler                                                             |
| ----- | ----------------------- | -------------------------------------------------------------------- |
| 1     | FC Tauberbischofsheim   | Thomas Bach Matthias Behr Jürgen Hehn Harald Hein Elmar Beierstettel |
| 2     | OFC Bonn                |                                                                      |
| 3     | Königsbacher SC Koblenz |                                                                      |

### Degen (Einzel)
| Platz | Sportler       | Verein                |
| ----- | -------------- | --------------------- |
| 1     | Gert Opgenorth | TuS Zülpich           |
| 2     | Jürgen Hehn    | FC Tauberbischofsheim |
| 3     | Heine Hübner   | Heidenheimer SB       |

### Degen (Mannschaft)
| Platz | Verein                | Sportler                                                                |
| ----- | --------------------- | ----------------------------------------------------------------------- |
| 1     | FC Tauberbischofsheim | Reinhold Behr Elmar Beierstettel Jürgen Hehn Oskar Muck Alexander Pusch |
| 2     | MTV Stuttgart         |                                                                         |
| 3     | OFC Bonn              |                                                                         |

### Säbel (Einzel)
| Platz | Sportler         | Verein                  |
| ----- | ---------------- | ----------------------- |
| 1     | Jörg Stratmann   | FSG Iserlohn            |
| 2     | Volker Duschner  | Königsbacher SC Koblenz |
| 3     | Tycho Weißgerber | TSG Dortmund            |

### Säbel (Mannschaft)
| Platz | Verein                  | Sportler |
| ----- | ----------------------- | -------- |
| 1     | Königsbacher SC Koblenz |          |
| 2     | OFC Bonn                |          |
| 3     | TSV Bayer Dormagen      |          |

## Damen

### Florett (Einzel)
| Platz | Sportler      | Verein                  |
| ----- | ------------- | ----------------------- |
| 1     | Ute Wessel    | FC Quadrath-Ichendorf   |
| 2     | Gudrun Lotter | FC Tauberbischofsheim   |
| 3     | Jutta Höhne   | Königsbacher SC Koblenz |

### Florett (Mannschaft)
| Platz | Verein                  | Sportler |
| ----- | ----------------------- | -------- |
| 1     | Königsbacher SC Koblenz |          |
| 2     | FC Tauberbischofsheim   |          |
| 3     | Kölner FK               |          |